# Jordan Greenway
Jordan Greenway (* 16. Februar 1997 in Canton, New York) ist ein US-amerikanischer Eishockeyspieler, der seit März 2023 bei den Buffalo Sabres aus der National Hockey League (NHL) unter Vertrag steht und dort auf der Position des linken Flügelstürmers spielt. Auf internationalem Niveau wurde Greenway U18- und U20-Weltmeister, bevor er ins Aufgebot der US-amerikanischen Nationalmannschaft für die Weltmeisterschaft 2017 sowie für die Olympischen Winterspiele 2018 berufen wurde. Sein jüngerer Bruder James Greenway ist ebenfalls professioneller Eishockeyspieler.

## Karriere
Jordan Greenway besuchte in seiner Jugend die prestigeträchtige Privatschule Shattuck-Saint Mary’s in Faribault im Bundesstaat Minnesota und durchlief deren Eishockey-Juniorenteams. 2013 wechselte der Angreifer ins USA Hockey National Team Development Program (NTDP), die zentrale Talenteschmiede des US-amerikanischen Verbands USA Hockey. Mit den Auswahlen des NTDP nahm er in den folgenden zwei Jahren am Spielbetrieb der United States Hockey League (USHL) teil, der höchsten Juniorenliga des Landes, während er parallel dazu eine Reihe von Partien außerhalb regulärer Wettbewerbe bestritt. 2015 schied Greenway altersbedingt aus dem Förderprogramm aus und wurde von den Minnesota Wild im NHL Entry Draft 2015 an 50. Position ausgewählt.
Anschließend schrieb sich Greenway an der Boston University ein, an der er ein Psychologie-Studium begann und für deren Eishockey-Team, die Terriers, er fortan in der Hockey East am Spielbetrieb der National Collegiate Athletic Association (NCAA) teilnahm. Auch an der Boston University etablierte sich Greenway als regelmäßiger Scorer, so kam er in der Spielzeit 2016/17 auf 31 Punkte in 37 Spielen. Im Jahr darauf gewann er mit den Terriers die Meisterschaft der Hockey East und wurde selbst ins Hockey East Third All-Star Team gewählt.
Nach dem Ende der College-Saison unterzeichnete Greenway Ende März 2018 einen Einstiegsvertrag bei den Minnesota Wild, bevor er einen Tag später in der National Hockey League (NHL) debütierte. Im weiteren Verlauf etablierte sich der Angreifer in der NHL und sammelte in den folgenden vier Spielzeiten bis zum Sommer 2022 jeweils um die 25 bis 30 Scorerpunkte pro Saison. Im März 2023 wurde der US-Amerikaner nach fünf Jahren in der Organisation der Wild im Tausch für ein Zweitrunden-Wahlrecht im NHL Entry Draft 2023 sowie einem Fünftrunden-Wahlrecht im NHL Entry Draft 2024 zu den Buffalo Sabres transferiert.

### International
Sein Debüt auf internationaler Ebene gab Greenway im Rahmen des NTDP, da dessen Teams auch als Junioren-Nationalmannschaften fungieren. So gewann der Flügelstürmer bei der World U-17 Hockey Challenge im Januar 2014 sowie bei der U18-Weltmeisterschaft 2015 die Goldmedaille für die Vereinigten Staaten. Es folgte eine weitere Goldmedaille mit der U20-Nationalmannschaft bei der U20-Weltmeisterschaft 2017, bevor er auch für die A-Nationalmannschaft bei der Weltmeisterschaft 2017 debütierte und dort mit dem Team USA den fünften Platz belegte.
Ende Dezember 2017 wurde bekanntgegeben, dass Greenway zum Aufgebot der USA bei den Olympischen Winterspielen 2018 gehören soll. Dabei profitierte er von der Entscheidung der National Hockey League, die Saison für diese Olympiade nicht zu unterbrechen und ihre Spieler somit für eine Teilnahme zu sperren. Er hatte noch keinen Vertrag bei den Minnesota Wild unterzeichnet und war einer von vier College-Spielern im Team. Darüber hinaus war er der erste Afroamerikaner, der die Vereinigten Staaten im Eishockey bei Olympischen Spielen vertrat. Schließlich belegte er mit der US-amerikanischen Auswahl in Pyeongchang den siebten Platz.

## Erfolge und Auszeichnungen
- 2018 Lamoriello-Trophy-Gewinn mit der Boston University
- 2018 Hockey East Third All-Star Team

### International
- 2014 Goldmedaille bei der World U-17 Hockey Challenge
- 2015 Goldmedaille bei der U18-Weltmeisterschaft
- 2017 Goldmedaille bei der U20-Weltmeisterschaft

## Karrierestatistik
Stand: Ende der Saison 2024/25

### International
Vertrat die USA bei:
| - World U-17 Hockey Challenge 2014 (Januar) - U18-Weltmeisterschaft 2015 - U20-Weltmeisterschaft 2017 | - Weltmeisterschaft 2017 - Olympischen Winterspielen 2018 |

(Legende zur Spielerstatistik: Sp oder GP = absolvierte Spiele; T oder G = erzielte Tore; V oder A = erzielte Assists; Pkt oder Pts = erzielte Scorerpunkte; SM oder PIM = erhaltene Strafminuten; +/− = Plus/Minus-Bilanz; PP = erzielte Überzahltore; SH = erzielte Unterzahltore; GW = erzielte Siegtore; 1 Play-downs/Relegation; Kursiv: Statistik nicht vollständig)